# Parapholidoptera ziganensis
Parapholidoptera ziganensis är en insektsart som beskrevs av Karabag 1964. Parapholidoptera ziganensis ingår i släktet Parapholidoptera och familjen vårtbitare. Inga underarter finns listade i Catalogue of Life.